# Dienstonderscheiding van Leger en Marine (Duitsland)
De Dienstonderscheiding van Leger en Marine (Duits: Dienstauszeichnung für Heer und Marine) was een op 16 maart 1936 ingestelde Duitse onderscheiding. De dienstonderscheidingen, er waren er ook voor de Luftwaffe, de SS en de NSDAP, waren vanouds de onderscheidingen voor trouwe dienst van de Duitse overheid en de krijgsmacht. Voor ambtenaren was er het Treudienst-Ehrenzeichen (1938) en het Zollgrenzschutz-Ehrenzeichen (1939). De nieuwe Dienstonderscheiding werd ingesteld op eerste verjaardag van het herstel van de dienstplicht. In het besluit noemde Hitler de "Annerkennung treuer Dienste in der neuen Wehrmacht" als reden voor het instellen van de decoratie.
In het Pruisische leger en de regimenten van de vroegere Duitse staten bestonden in de jaren vóór 1918 ook dienstonderscheidingen. De Weimarer republiek had aan bijna alle Duitse onderscheidingen in 1918 een einde gemaakt. Alleen sommige reddingsmedailles en onderscheidingen voor de brandweer hadden deze zuivering overleefd.
De officieren, onderofficieren en soldaten die in 1918 waren aangehouden, Duitsland had volgens het Verdrag van Versailles het leger enorm moeten inkrimpen, hadden bij hun dienstjubilea tussen 1918 en 1936 geen passende onderscheiding gekregen. Die achterstand werd nu ingehaald. 
Allen die op 16 maart 1935 en later in actieve dienst waren kwamen voor de dienstonderscheidingen in aanmerking.  Voor het aantal dienstjaren werd de jaren vóór 1918 meegeteld. Ook de tijd doorgebracht als vrijwilliger in de jaren na 1918 telde, wanneer het een erkende organisatie betrof, mee. In de periode 1918 - 30 september 1921 waren er een voorlopige Reichswehr en Reichsmarine geweest. Ook die drie jaren telden mee voor de anciënniteit. Veel militairen hadden tijdelijk geen commissie in leger of marine gehad, zij werden later toch weer aangenomen. In zulke gevallen werd geteld hoeveel tijd men al met al in dienst had doorgebracht.  
Op 2 oktober 1936 werden de eerste onderscheidingen toegekend. In 1939 ontstond de behoefte aan een kruis voor 40-jarige diensttijd. Daarom werd op 10 maart 1939 een Ie Klasse "met Gouden Eikenloof op het Lint" ingesteld.
De Dienstonderscheiding van Leger en Marine werd in de volgende vijf graden uitgereikt:
- Dienstonderscheiding Ie Klasse met Gouden Eikenloof op het Lint. Het metaal van het vergulde kruis is ijzer.
- Dienstonderscheiding Ie Klasse. Het metaal van het vergulde kruis is ijzer.
- Dienstonderscheiding IIe Klasse, een verzilverd kruis voor 25 dienstjaren. Het metaal is tombak, oorlogsmetaal (zink) of ijzer.
- Dienstonderscheiding IIIe Klasse, een vergulde medaille van ijzer of tombak, voor 12 dienstjaren
- Dienstonderscheiding IVe Klasse, een verzilverde medaille van ijzer of tombak, voor 4 dienstjaren

Het kruis was een kruis pattée met een centraal rond medaillon. Daarop was een adelaar met gespreide vleugels en in de klauwen een hakenkruis afgebeeld. Op de keerzijde stond alleen het cijfer "40", "25" of "18". Het oppervlak van de armen was glad en gewelfd of "gekörnt", wat inhield dat het metalen oppervlak korrelig en daardoor mat was.
De ronde medailles droegen op de voorzijde het rondschrift "TREUE DIENSTE AN DER WEHRMACHT" rond een adelaar met hakenkruis. Op de keerzijde stond een getal "12" of "4", binnen een krans van eikenblad.

## Draagwijze
De kruisen en medailles werden aan een donkerblauw lint op de linkerborst gedragen. Op dat lint werd een kleine adelaar met gespreide vleugels en hakenkruis gespeld. In een kleine versie werd diezelfde adelaar op de batons van de "Feldspange" gedragen. Wie een hogere graad van de Dienstonderscheiding kreeg bleef ook de batons en modelversierselen van de lagere graden dragen.
De volgende combinaties komen voor:
- Zilveren medaille, een blauw baton met daarop een vaak tot op het koper afgesleten adelaar.
- Gouden medaille, dan werden op de "Feldspange" twee batons, met gouden en zilveren adelaar gedragen.
- Zilveren kruis, dan werden op de "Feldspange" twee batons, met twee zilveren adelaars gedragen.
- Gouden kruis, dan werden op de "Feldspange" twee batons met daarop twee gouden adelaars gedragen.
- Kruis voor 40 jaar dienst, dan werden op de "Feldspange" een baton met gouden adelaar en daaronder goudkleurig eikenloof en een baton met gouden adelaar gedragen.

De kruisen voor 40 jaar dienst zijn zeldzaam. Zij werden alleen in 1939 en 1940 uitgereikt.

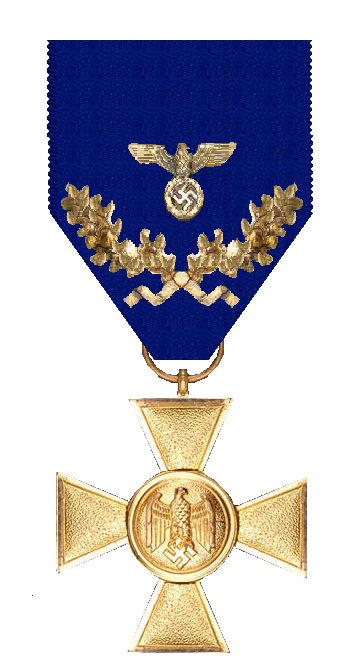
Kruis voor 40 jaar dienst uit 1939

 Houders van het Kruis voor 40 jaar dienst 
- Generalfeldmarschall Erwin von Witzleben[5]
- Generalfeldmarschall Gerd von Rundstedt[6][7]
- Generalfeldmarschall Walther von Brauchitsch[8][9]
- Generalfeldmarschall Fedor von Bock[10][11]
- General der Artillerie Friedrich Dollmann[12]
- Generalfeldmarschall Wilhelm List[13][14]
- Generaladmiral Karl Witzell[15]

## De Dienstonderscheiding van Leger en Marine na de Tweede Wereldoorlog
Deze kruisen en medaille zijn van een hakenkruis voorzien. Dat betekent dat het verzamelen, tentoonstellen en verhandelen van deze onderscheidingen in Duitsland aan strenge wettelijke regels is onderworpen.
De vier geallieerden hebben na de bezetting van Duitsland het dragen van alle Duitse orden en onderscheidingen, dus ook die uit het Duitse Keizerrijk van vóór 1918, verboden. Dat verbod is in de zogenaamde DDR altijd van kracht gebleven. Op 26 juli 1957 vaardigde de Bondsrepubliek Duitsland een wet uit waarin het dragen van onderscheidingen met daarop hakenkruizen of de runen van de SS werd verboden. Het dragen van dit insigne werd net als het dragen van de Orde van Verdienste van de Duitse Adelaar en het Ereteken voor de 9e November 1923, de zogenaamde "Blutorden", streng verboden. 
Ook het verzamelen, tentoonstellen en afbeelden van de onderscheidingen van de nazi's werd aan strenge regels gebonden. Een aantal onderscheidingen werd ontdaan van de hakenkruizen en soms van hakenkruis en adelaar. In deze gedenazificeerde uitvoering mochten de onderscheidingen worden gedragen. Ook met dit insigne is dat het geval. Het hakenkruis werd weggelaten.